# Bernhard von Wüllerstorf-Urbair
Viceadmiral Bernhard von Wüllerstorf-Urbair (tudi Bernhard von Wüllersdorf-Urbair ali Bernhard von Wüllerstorf und Urbair, avstrijski plemič, pomorski častnik in politik, * 29. januar 1816, Trst, † 10. avgust 1883, Bolzano.
V letih 1865–1867 je bil avstrijski cesarski minister za trgovino.

## Vojaška kariera
Bil je poveljnik (komodor) fregate SMS Novara (1850), med potovanjem okoli sveta »ekspedicija Novara« (1857–1859).

## Znanstveno delo
Kot kapetan linijske ladje in komodor fregate SMS Novara (1850) je vodil znanstveno ekspedicijo, ki je trajala od 30. aprila 1857 do 26. avgusta 1859.
Številna odkritja in bogate zbirke danes hranijo v muzejih na Dunaju. Velik ugled cesarske avstrijske mornarice je bil glavni rezultat tega potovanja okoli sveta, na katerem je Urbair zaradi svojega znanstvenega znanja pomagal pri oceanografskih, hidrografskih in metereoloških opazovanjih.
Zaradi svojih znanstvenih dosežkov je bil leta 1863 imenovan za častnega člana Bavarske akademije znanosti. Njegovo poročilo s potovanja je izšlo v treh knjigah in bilo objavljeno leta 1861 z naslovom: »Potovanje avstrijske fregate Novara okoli sveta v letih 1857, 1858, 1859, pod poveljstvom komodorja B. von Wüllersdorf-Urbairja« (COBISS).